# Tanaka Takahiro
Tanaka Takahiro (田中 貴大 Tanaka Takahiro, sinh ngày 22 tháng 11 năm 1993) là một cầu thủ bóng đá người Nhật Bản. Anh thi đấu cho Briobecca Urayasu.

## Thống kê câu lạc bộ
Cập nhật đến ngày 20 tháng 2 năm 2015.
| Thành tích câu lạc bộ | Thành tích câu lạc bộ | Thành tích câu lạc bộ | Giải vô địch | Giải vô địch | Cúp                   | Cúp                   | Tổng cộng | Tổng cộng |
| Mùa giải              | Câu lạc bộ            | Giải vô địch          | Số trận      | Bàn thắng    | Số trận               | Bàn thắng             | Số trận   | Bàn thắng |
| Nhật Bản              | Nhật Bản              | Nhật Bản              | Giải vô địch | Giải vô địch | Cúp Hoàng đế Nhật Bản | Cúp Hoàng đế Nhật Bản | Tổng cộng | Tổng cộng |
| --------------------- | --------------------- | --------------------- | ------------ | ------------ | --------------------- | --------------------- | --------- | --------- |
| 2012                  | Tokyo Verdy           | J2 League             | 5            | 0            | 0                     | 0                     | 5         | 0         |
| 2013                  | Machida Zelvia        | JFL                   | 19           | 0            | 0                     | 0                     | 19        | 0         |
| 2014                  | Tokyo Verdy           | J2 League             | 5            | 0            | 0                     | 0                     | 5         | 0         |
| Tổng                  | Tổng                  | Tổng                  | 29           | 0            | 0                     | 0                     | 29        | 0         |